# Васюков, Евгений Андреевич
Евгений Андреевич Васюков (5 марта 1933, Москва — 10 мая 2018, там же) — советский и российский шахматист, международный гроссмейстер (1961). Председатель Комиссии ветеранов Российской шахматной федерации. Шахматный теоретик; автор ряда новых продолжений в испанской партии, индийской защите, английском начале и других дебютах. Шахматный журналист. Редактор шахматного отдела газеты «Вечерняя Москва» (с 1970 г.). Мастер спорта СССР (1955).

## Биография
Шестикратный чемпион Москвы (1955, 1958, 1960, 1962 (1—2-е место с Ю. Л. Авербахом), 1972, 1978).
В составе команды Москвы победитель спартакиад народов СССР 1959, 1967, 1983. В составе команды СССР победитель командных первенств мира среди студентов 1955 и 1956 гг.
Участник одиннадцати чемпионатов СССР (с 1959); лучшие результаты: 1961 (ноябрь—декабрь) — 4—5-е (с М. Талем); 1967 — 3—5-е; 1968 — 6—10-е; 1972 (зональный турнир) — 6—7-е места.
Наибольшего успеха добился в 1974 г., победив в круговом международном турнире в Маниле (впереди Т. В. Петросяна, Б. Ларсена, Л. Портиша, Л. Любоевича, С. Глигорича, У. Андерссона и других). Лучшие результаты в других международных соревнованиях: Гота (1957) — 3-е; Москва (1959, 1961 и 1986) — 4—6-е, 1—2-е и 1—3-е; Белград (1961), Берлин (1962) и Варна (1964, 1971) — 1-е; Поляница-Здруй (1965) — 1—2-е; Рейкьявик (1966, 1968 и 1980) — 2-е, 1—2-е и 5-е; Гастингс (1965 / 1966 и 1978 / 1979) — 3-е и 2—5-е; Бухарест (1967) — 2—3-е; Амстердам (1969) — 3-е; Скопье — 1—2-е; Вейк-ан-Зее (1973) — 3-е; Камагуэй (1974) — 3-4-е; Сьенфуэгос (1975) — 2—3-е; Ереван (1976) — 4—6-е; Залаэгерсег (1977) — 1-е; Прага (1979 / 1980) — 1—2-е; Фрунзе (1983) — 2-е; Дели (1986) — 1-е; Афины (1987) — 1—2-е места (107 участников).
Тренер студенческой сборной команды СССР (1961), тренер-консультант А. Е. Карпова в матчах на первенство мира в Багио (1978) и Москве (1984 / 1985). Тренер команд Венгрии (1963), Монголии (1967), Польши (1972), Шри-Ланки (1980) и Индии (1985—1986).
Для Васюкова, обладавшего острым тактическим зрением, было характерно стремление к позициям с обоюдными комбинационными возможностями.
Похоронен на Рогожском кладбище Москвы.

## Примечательные партии
|   | a | b | c | d | e | f | g | h |   |
| - | --- | --- | --- | --- | --- | --- | --- | --- | - |
| 8 | c8 чёрная ладья · e8 чёрный король · f8 чёрный слон · h8 чёрная ладья · b7 чёрный ферзь · d7 чёрный слон · f7 чёрная пешка · g7 чёрная пешка · a6 чёрная пешка · d6 чёрная пешка · e6 чёрная пешка · f6 чёрный конь · b5 чёрная пешка · g5 белый слон · e4 белая пешка · f4 белая пешка · h4 белая пешка · a3 белая пешка · c3 белый конь · b2 белая пешка · c2 белая пешка · d2 белый ферзь · e2 белый слон · b1 белый король · d1 белая ладья · e1 белая ладья | c8 чёрная ладья · e8 чёрный король · f8 чёрный слон · h8 чёрная ладья · b7 чёрный ферзь · d7 чёрный слон · f7 чёрная пешка · g7 чёрная пешка · a6 чёрная пешка · d6 чёрная пешка · e6 чёрная пешка · f6 чёрный конь · b5 чёрная пешка · g5 белый слон · e4 белая пешка · f4 белая пешка · h4 белая пешка · a3 белая пешка · c3 белый конь · b2 белая пешка · c2 белая пешка · d2 белый ферзь · e2 белый слон · b1 белый король · d1 белая ладья · e1 белая ладья | c8 чёрная ладья · e8 чёрный король · f8 чёрный слон · h8 чёрная ладья · b7 чёрный ферзь · d7 чёрный слон · f7 чёрная пешка · g7 чёрная пешка · a6 чёрная пешка · d6 чёрная пешка · e6 чёрная пешка · f6 чёрный конь · b5 чёрная пешка · g5 белый слон · e4 белая пешка · f4 белая пешка · h4 белая пешка · a3 белая пешка · c3 белый конь · b2 белая пешка · c2 белая пешка · d2 белый ферзь · e2 белый слон · b1 белый король · d1 белая ладья · e1 белая ладья | c8 чёрная ладья · e8 чёрный король · f8 чёрный слон · h8 чёрная ладья · b7 чёрный ферзь · d7 чёрный слон · f7 чёрная пешка · g7 чёрная пешка · a6 чёрная пешка · d6 чёрная пешка · e6 чёрная пешка · f6 чёрный конь · b5 чёрная пешка · g5 белый слон · e4 белая пешка · f4 белая пешка · h4 белая пешка · a3 белая пешка · c3 белый конь · b2 белая пешка · c2 белая пешка · d2 белый ферзь · e2 белый слон · b1 белый король · d1 белая ладья · e1 белая ладья | c8 чёрная ладья · e8 чёрный король · f8 чёрный слон · h8 чёрная ладья · b7 чёрный ферзь · d7 чёрный слон · f7 чёрная пешка · g7 чёрная пешка · a6 чёрная пешка · d6 чёрная пешка · e6 чёрная пешка · f6 чёрный конь · b5 чёрная пешка · g5 белый слон · e4 белая пешка · f4 белая пешка · h4 белая пешка · a3 белая пешка · c3 белый конь · b2 белая пешка · c2 белая пешка · d2 белый ферзь · e2 белый слон · b1 белый король · d1 белая ладья · e1 белая ладья | c8 чёрная ладья · e8 чёрный король · f8 чёрный слон · h8 чёрная ладья · b7 чёрный ферзь · d7 чёрный слон · f7 чёрная пешка · g7 чёрная пешка · a6 чёрная пешка · d6 чёрная пешка · e6 чёрная пешка · f6 чёрный конь · b5 чёрная пешка · g5 белый слон · e4 белая пешка · f4 белая пешка · h4 белая пешка · a3 белая пешка · c3 белый конь · b2 белая пешка · c2 белая пешка · d2 белый ферзь · e2 белый слон · b1 белый король · d1 белая ладья · e1 белая ладья | c8 чёрная ладья · e8 чёрный король · f8 чёрный слон · h8 чёрная ладья · b7 чёрный ферзь · d7 чёрный слон · f7 чёрная пешка · g7 чёрная пешка · a6 чёрная пешка · d6 чёрная пешка · e6 чёрная пешка · f6 чёрный конь · b5 чёрная пешка · g5 белый слон · e4 белая пешка · f4 белая пешка · h4 белая пешка · a3 белая пешка · c3 белый конь · b2 белая пешка · c2 белая пешка · d2 белый ферзь · e2 белый слон · b1 белый король · d1 белая ладья · e1 белая ладья | c8 чёрная ладья · e8 чёрный король · f8 чёрный слон · h8 чёрная ладья · b7 чёрный ферзь · d7 чёрный слон · f7 чёрная пешка · g7 чёрная пешка · a6 чёрная пешка · d6 чёрная пешка · e6 чёрная пешка · f6 чёрный конь · b5 чёрная пешка · g5 белый слон · e4 белая пешка · f4 белая пешка · h4 белая пешка · a3 белая пешка · c3 белый конь · b2 белая пешка · c2 белая пешка · d2 белый ферзь · e2 белый слон · b1 белый король · d1 белая ладья · e1 белая ладья | 8 |
| 7 | c8 чёрная ладья · e8 чёрный король · f8 чёрный слон · h8 чёрная ладья · b7 чёрный ферзь · d7 чёрный слон · f7 чёрная пешка · g7 чёрная пешка · a6 чёрная пешка · d6 чёрная пешка · e6 чёрная пешка · f6 чёрный конь · b5 чёрная пешка · g5 белый слон · e4 белая пешка · f4 белая пешка · h4 белая пешка · a3 белая пешка · c3 белый конь · b2 белая пешка · c2 белая пешка · d2 белый ферзь · e2 белый слон · b1 белый король · d1 белая ладья · e1 белая ладья | c8 чёрная ладья · e8 чёрный король · f8 чёрный слон · h8 чёрная ладья · b7 чёрный ферзь · d7 чёрный слон · f7 чёрная пешка · g7 чёрная пешка · a6 чёрная пешка · d6 чёрная пешка · e6 чёрная пешка · f6 чёрный конь · b5 чёрная пешка · g5 белый слон · e4 белая пешка · f4 белая пешка · h4 белая пешка · a3 белая пешка · c3 белый конь · b2 белая пешка · c2 белая пешка · d2 белый ферзь · e2 белый слон · b1 белый король · d1 белая ладья · e1 белая ладья | c8 чёрная ладья · e8 чёрный король · f8 чёрный слон · h8 чёрная ладья · b7 чёрный ферзь · d7 чёрный слон · f7 чёрная пешка · g7 чёрная пешка · a6 чёрная пешка · d6 чёрная пешка · e6 чёрная пешка · f6 чёрный конь · b5 чёрная пешка · g5 белый слон · e4 белая пешка · f4 белая пешка · h4 белая пешка · a3 белая пешка · c3 белый конь · b2 белая пешка · c2 белая пешка · d2 белый ферзь · e2 белый слон · b1 белый король · d1 белая ладья · e1 белая ладья | c8 чёрная ладья · e8 чёрный король · f8 чёрный слон · h8 чёрная ладья · b7 чёрный ферзь · d7 чёрный слон · f7 чёрная пешка · g7 чёрная пешка · a6 чёрная пешка · d6 чёрная пешка · e6 чёрная пешка · f6 чёрный конь · b5 чёрная пешка · g5 белый слон · e4 белая пешка · f4 белая пешка · h4 белая пешка · a3 белая пешка · c3 белый конь · b2 белая пешка · c2 белая пешка · d2 белый ферзь · e2 белый слон · b1 белый король · d1 белая ладья · e1 белая ладья | c8 чёрная ладья · e8 чёрный король · f8 чёрный слон · h8 чёрная ладья · b7 чёрный ферзь · d7 чёрный слон · f7 чёрная пешка · g7 чёрная пешка · a6 чёрная пешка · d6 чёрная пешка · e6 чёрная пешка · f6 чёрный конь · b5 чёрная пешка · g5 белый слон · e4 белая пешка · f4 белая пешка · h4 белая пешка · a3 белая пешка · c3 белый конь · b2 белая пешка · c2 белая пешка · d2 белый ферзь · e2 белый слон · b1 белый король · d1 белая ладья · e1 белая ладья | c8 чёрная ладья · e8 чёрный король · f8 чёрный слон · h8 чёрная ладья · b7 чёрный ферзь · d7 чёрный слон · f7 чёрная пешка · g7 чёрная пешка · a6 чёрная пешка · d6 чёрная пешка · e6 чёрная пешка · f6 чёрный конь · b5 чёрная пешка · g5 белый слон · e4 белая пешка · f4 белая пешка · h4 белая пешка · a3 белая пешка · c3 белый конь · b2 белая пешка · c2 белая пешка · d2 белый ферзь · e2 белый слон · b1 белый король · d1 белая ладья · e1 белая ладья | c8 чёрная ладья · e8 чёрный король · f8 чёрный слон · h8 чёрная ладья · b7 чёрный ферзь · d7 чёрный слон · f7 чёрная пешка · g7 чёрная пешка · a6 чёрная пешка · d6 чёрная пешка · e6 чёрная пешка · f6 чёрный конь · b5 чёрная пешка · g5 белый слон · e4 белая пешка · f4 белая пешка · h4 белая пешка · a3 белая пешка · c3 белый конь · b2 белая пешка · c2 белая пешка · d2 белый ферзь · e2 белый слон · b1 белый король · d1 белая ладья · e1 белая ладья | c8 чёрная ладья · e8 чёрный король · f8 чёрный слон · h8 чёрная ладья · b7 чёрный ферзь · d7 чёрный слон · f7 чёрная пешка · g7 чёрная пешка · a6 чёрная пешка · d6 чёрная пешка · e6 чёрная пешка · f6 чёрный конь · b5 чёрная пешка · g5 белый слон · e4 белая пешка · f4 белая пешка · h4 белая пешка · a3 белая пешка · c3 белый конь · b2 белая пешка · c2 белая пешка · d2 белый ферзь · e2 белый слон · b1 белый король · d1 белая ладья · e1 белая ладья | 7 |
| 6 | c8 чёрная ладья · e8 чёрный король · f8 чёрный слон · h8 чёрная ладья · b7 чёрный ферзь · d7 чёрный слон · f7 чёрная пешка · g7 чёрная пешка · a6 чёрная пешка · d6 чёрная пешка · e6 чёрная пешка · f6 чёрный конь · b5 чёрная пешка · g5 белый слон · e4 белая пешка · f4 белая пешка · h4 белая пешка · a3 белая пешка · c3 белый конь · b2 белая пешка · c2 белая пешка · d2 белый ферзь · e2 белый слон · b1 белый король · d1 белая ладья · e1 белая ладья | c8 чёрная ладья · e8 чёрный король · f8 чёрный слон · h8 чёрная ладья · b7 чёрный ферзь · d7 чёрный слон · f7 чёрная пешка · g7 чёрная пешка · a6 чёрная пешка · d6 чёрная пешка · e6 чёрная пешка · f6 чёрный конь · b5 чёрная пешка · g5 белый слон · e4 белая пешка · f4 белая пешка · h4 белая пешка · a3 белая пешка · c3 белый конь · b2 белая пешка · c2 белая пешка · d2 белый ферзь · e2 белый слон · b1 белый король · d1 белая ладья · e1 белая ладья | c8 чёрная ладья · e8 чёрный король · f8 чёрный слон · h8 чёрная ладья · b7 чёрный ферзь · d7 чёрный слон · f7 чёрная пешка · g7 чёрная пешка · a6 чёрная пешка · d6 чёрная пешка · e6 чёрная пешка · f6 чёрный конь · b5 чёрная пешка · g5 белый слон · e4 белая пешка · f4 белая пешка · h4 белая пешка · a3 белая пешка · c3 белый конь · b2 белая пешка · c2 белая пешка · d2 белый ферзь · e2 белый слон · b1 белый король · d1 белая ладья · e1 белая ладья | c8 чёрная ладья · e8 чёрный король · f8 чёрный слон · h8 чёрная ладья · b7 чёрный ферзь · d7 чёрный слон · f7 чёрная пешка · g7 чёрная пешка · a6 чёрная пешка · d6 чёрная пешка · e6 чёрная пешка · f6 чёрный конь · b5 чёрная пешка · g5 белый слон · e4 белая пешка · f4 белая пешка · h4 белая пешка · a3 белая пешка · c3 белый конь · b2 белая пешка · c2 белая пешка · d2 белый ферзь · e2 белый слон · b1 белый король · d1 белая ладья · e1 белая ладья | c8 чёрная ладья · e8 чёрный король · f8 чёрный слон · h8 чёрная ладья · b7 чёрный ферзь · d7 чёрный слон · f7 чёрная пешка · g7 чёрная пешка · a6 чёрная пешка · d6 чёрная пешка · e6 чёрная пешка · f6 чёрный конь · b5 чёрная пешка · g5 белый слон · e4 белая пешка · f4 белая пешка · h4 белая пешка · a3 белая пешка · c3 белый конь · b2 белая пешка · c2 белая пешка · d2 белый ферзь · e2 белый слон · b1 белый король · d1 белая ладья · e1 белая ладья | c8 чёрная ладья · e8 чёрный король · f8 чёрный слон · h8 чёрная ладья · b7 чёрный ферзь · d7 чёрный слон · f7 чёрная пешка · g7 чёрная пешка · a6 чёрная пешка · d6 чёрная пешка · e6 чёрная пешка · f6 чёрный конь · b5 чёрная пешка · g5 белый слон · e4 белая пешка · f4 белая пешка · h4 белая пешка · a3 белая пешка · c3 белый конь · b2 белая пешка · c2 белая пешка · d2 белый ферзь · e2 белый слон · b1 белый король · d1 белая ладья · e1 белая ладья | c8 чёрная ладья · e8 чёрный король · f8 чёрный слон · h8 чёрная ладья · b7 чёрный ферзь · d7 чёрный слон · f7 чёрная пешка · g7 чёрная пешка · a6 чёрная пешка · d6 чёрная пешка · e6 чёрная пешка · f6 чёрный конь · b5 чёрная пешка · g5 белый слон · e4 белая пешка · f4 белая пешка · h4 белая пешка · a3 белая пешка · c3 белый конь · b2 белая пешка · c2 белая пешка · d2 белый ферзь · e2 белый слон · b1 белый король · d1 белая ладья · e1 белая ладья | c8 чёрная ладья · e8 чёрный король · f8 чёрный слон · h8 чёрная ладья · b7 чёрный ферзь · d7 чёрный слон · f7 чёрная пешка · g7 чёрная пешка · a6 чёрная пешка · d6 чёрная пешка · e6 чёрная пешка · f6 чёрный конь · b5 чёрная пешка · g5 белый слон · e4 белая пешка · f4 белая пешка · h4 белая пешка · a3 белая пешка · c3 белый конь · b2 белая пешка · c2 белая пешка · d2 белый ферзь · e2 белый слон · b1 белый король · d1 белая ладья · e1 белая ладья | 6 |
| 5 | c8 чёрная ладья · e8 чёрный король · f8 чёрный слон · h8 чёрная ладья · b7 чёрный ферзь · d7 чёрный слон · f7 чёрная пешка · g7 чёрная пешка · a6 чёрная пешка · d6 чёрная пешка · e6 чёрная пешка · f6 чёрный конь · b5 чёрная пешка · g5 белый слон · e4 белая пешка · f4 белая пешка · h4 белая пешка · a3 белая пешка · c3 белый конь · b2 белая пешка · c2 белая пешка · d2 белый ферзь · e2 белый слон · b1 белый король · d1 белая ладья · e1 белая ладья | c8 чёрная ладья · e8 чёрный король · f8 чёрный слон · h8 чёрная ладья · b7 чёрный ферзь · d7 чёрный слон · f7 чёрная пешка · g7 чёрная пешка · a6 чёрная пешка · d6 чёрная пешка · e6 чёрная пешка · f6 чёрный конь · b5 чёрная пешка · g5 белый слон · e4 белая пешка · f4 белая пешка · h4 белая пешка · a3 белая пешка · c3 белый конь · b2 белая пешка · c2 белая пешка · d2 белый ферзь · e2 белый слон · b1 белый король · d1 белая ладья · e1 белая ладья | c8 чёрная ладья · e8 чёрный король · f8 чёрный слон · h8 чёрная ладья · b7 чёрный ферзь · d7 чёрный слон · f7 чёрная пешка · g7 чёрная пешка · a6 чёрная пешка · d6 чёрная пешка · e6 чёрная пешка · f6 чёрный конь · b5 чёрная пешка · g5 белый слон · e4 белая пешка · f4 белая пешка · h4 белая пешка · a3 белая пешка · c3 белый конь · b2 белая пешка · c2 белая пешка · d2 белый ферзь · e2 белый слон · b1 белый король · d1 белая ладья · e1 белая ладья | c8 чёрная ладья · e8 чёрный король · f8 чёрный слон · h8 чёрная ладья · b7 чёрный ферзь · d7 чёрный слон · f7 чёрная пешка · g7 чёрная пешка · a6 чёрная пешка · d6 чёрная пешка · e6 чёрная пешка · f6 чёрный конь · b5 чёрная пешка · g5 белый слон · e4 белая пешка · f4 белая пешка · h4 белая пешка · a3 белая пешка · c3 белый конь · b2 белая пешка · c2 белая пешка · d2 белый ферзь · e2 белый слон · b1 белый король · d1 белая ладья · e1 белая ладья | c8 чёрная ладья · e8 чёрный король · f8 чёрный слон · h8 чёрная ладья · b7 чёрный ферзь · d7 чёрный слон · f7 чёрная пешка · g7 чёрная пешка · a6 чёрная пешка · d6 чёрная пешка · e6 чёрная пешка · f6 чёрный конь · b5 чёрная пешка · g5 белый слон · e4 белая пешка · f4 белая пешка · h4 белая пешка · a3 белая пешка · c3 белый конь · b2 белая пешка · c2 белая пешка · d2 белый ферзь · e2 белый слон · b1 белый король · d1 белая ладья · e1 белая ладья | c8 чёрная ладья · e8 чёрный король · f8 чёрный слон · h8 чёрная ладья · b7 чёрный ферзь · d7 чёрный слон · f7 чёрная пешка · g7 чёрная пешка · a6 чёрная пешка · d6 чёрная пешка · e6 чёрная пешка · f6 чёрный конь · b5 чёрная пешка · g5 белый слон · e4 белая пешка · f4 белая пешка · h4 белая пешка · a3 белая пешка · c3 белый конь · b2 белая пешка · c2 белая пешка · d2 белый ферзь · e2 белый слон · b1 белый король · d1 белая ладья · e1 белая ладья | c8 чёрная ладья · e8 чёрный король · f8 чёрный слон · h8 чёрная ладья · b7 чёрный ферзь · d7 чёрный слон · f7 чёрная пешка · g7 чёрная пешка · a6 чёрная пешка · d6 чёрная пешка · e6 чёрная пешка · f6 чёрный конь · b5 чёрная пешка · g5 белый слон · e4 белая пешка · f4 белая пешка · h4 белая пешка · a3 белая пешка · c3 белый конь · b2 белая пешка · c2 белая пешка · d2 белый ферзь · e2 белый слон · b1 белый король · d1 белая ладья · e1 белая ладья | c8 чёрная ладья · e8 чёрный король · f8 чёрный слон · h8 чёрная ладья · b7 чёрный ферзь · d7 чёрный слон · f7 чёрная пешка · g7 чёрная пешка · a6 чёрная пешка · d6 чёрная пешка · e6 чёрная пешка · f6 чёрный конь · b5 чёрная пешка · g5 белый слон · e4 белая пешка · f4 белая пешка · h4 белая пешка · a3 белая пешка · c3 белый конь · b2 белая пешка · c2 белая пешка · d2 белый ферзь · e2 белый слон · b1 белый король · d1 белая ладья · e1 белая ладья | 5 |
| 4 | c8 чёрная ладья · e8 чёрный король · f8 чёрный слон · h8 чёрная ладья · b7 чёрный ферзь · d7 чёрный слон · f7 чёрная пешка · g7 чёрная пешка · a6 чёрная пешка · d6 чёрная пешка · e6 чёрная пешка · f6 чёрный конь · b5 чёрная пешка · g5 белый слон · e4 белая пешка · f4 белая пешка · h4 белая пешка · a3 белая пешка · c3 белый конь · b2 белая пешка · c2 белая пешка · d2 белый ферзь · e2 белый слон · b1 белый король · d1 белая ладья · e1 белая ладья | c8 чёрная ладья · e8 чёрный король · f8 чёрный слон · h8 чёрная ладья · b7 чёрный ферзь · d7 чёрный слон · f7 чёрная пешка · g7 чёрная пешка · a6 чёрная пешка · d6 чёрная пешка · e6 чёрная пешка · f6 чёрный конь · b5 чёрная пешка · g5 белый слон · e4 белая пешка · f4 белая пешка · h4 белая пешка · a3 белая пешка · c3 белый конь · b2 белая пешка · c2 белая пешка · d2 белый ферзь · e2 белый слон · b1 белый король · d1 белая ладья · e1 белая ладья | c8 чёрная ладья · e8 чёрный король · f8 чёрный слон · h8 чёрная ладья · b7 чёрный ферзь · d7 чёрный слон · f7 чёрная пешка · g7 чёрная пешка · a6 чёрная пешка · d6 чёрная пешка · e6 чёрная пешка · f6 чёрный конь · b5 чёрная пешка · g5 белый слон · e4 белая пешка · f4 белая пешка · h4 белая пешка · a3 белая пешка · c3 белый конь · b2 белая пешка · c2 белая пешка · d2 белый ферзь · e2 белый слон · b1 белый король · d1 белая ладья · e1 белая ладья | c8 чёрная ладья · e8 чёрный король · f8 чёрный слон · h8 чёрная ладья · b7 чёрный ферзь · d7 чёрный слон · f7 чёрная пешка · g7 чёрная пешка · a6 чёрная пешка · d6 чёрная пешка · e6 чёрная пешка · f6 чёрный конь · b5 чёрная пешка · g5 белый слон · e4 белая пешка · f4 белая пешка · h4 белая пешка · a3 белая пешка · c3 белый конь · b2 белая пешка · c2 белая пешка · d2 белый ферзь · e2 белый слон · b1 белый король · d1 белая ладья · e1 белая ладья | c8 чёрная ладья · e8 чёрный король · f8 чёрный слон · h8 чёрная ладья · b7 чёрный ферзь · d7 чёрный слон · f7 чёрная пешка · g7 чёрная пешка · a6 чёрная пешка · d6 чёрная пешка · e6 чёрная пешка · f6 чёрный конь · b5 чёрная пешка · g5 белый слон · e4 белая пешка · f4 белая пешка · h4 белая пешка · a3 белая пешка · c3 белый конь · b2 белая пешка · c2 белая пешка · d2 белый ферзь · e2 белый слон · b1 белый король · d1 белая ладья · e1 белая ладья | c8 чёрная ладья · e8 чёрный король · f8 чёрный слон · h8 чёрная ладья · b7 чёрный ферзь · d7 чёрный слон · f7 чёрная пешка · g7 чёрная пешка · a6 чёрная пешка · d6 чёрная пешка · e6 чёрная пешка · f6 чёрный конь · b5 чёрная пешка · g5 белый слон · e4 белая пешка · f4 белая пешка · h4 белая пешка · a3 белая пешка · c3 белый конь · b2 белая пешка · c2 белая пешка · d2 белый ферзь · e2 белый слон · b1 белый король · d1 белая ладья · e1 белая ладья | c8 чёрная ладья · e8 чёрный король · f8 чёрный слон · h8 чёрная ладья · b7 чёрный ферзь · d7 чёрный слон · f7 чёрная пешка · g7 чёрная пешка · a6 чёрная пешка · d6 чёрная пешка · e6 чёрная пешка · f6 чёрный конь · b5 чёрная пешка · g5 белый слон · e4 белая пешка · f4 белая пешка · h4 белая пешка · a3 белая пешка · c3 белый конь · b2 белая пешка · c2 белая пешка · d2 белый ферзь · e2 белый слон · b1 белый король · d1 белая ладья · e1 белая ладья | c8 чёрная ладья · e8 чёрный король · f8 чёрный слон · h8 чёрная ладья · b7 чёрный ферзь · d7 чёрный слон · f7 чёрная пешка · g7 чёрная пешка · a6 чёрная пешка · d6 чёрная пешка · e6 чёрная пешка · f6 чёрный конь · b5 чёрная пешка · g5 белый слон · e4 белая пешка · f4 белая пешка · h4 белая пешка · a3 белая пешка · c3 белый конь · b2 белая пешка · c2 белая пешка · d2 белый ферзь · e2 белый слон · b1 белый король · d1 белая ладья · e1 белая ладья | 4 |
| 3 | c8 чёрная ладья · e8 чёрный король · f8 чёрный слон · h8 чёрная ладья · b7 чёрный ферзь · d7 чёрный слон · f7 чёрная пешка · g7 чёрная пешка · a6 чёрная пешка · d6 чёрная пешка · e6 чёрная пешка · f6 чёрный конь · b5 чёрная пешка · g5 белый слон · e4 белая пешка · f4 белая пешка · h4 белая пешка · a3 белая пешка · c3 белый конь · b2 белая пешка · c2 белая пешка · d2 белый ферзь · e2 белый слон · b1 белый король · d1 белая ладья · e1 белая ладья | c8 чёрная ладья · e8 чёрный король · f8 чёрный слон · h8 чёрная ладья · b7 чёрный ферзь · d7 чёрный слон · f7 чёрная пешка · g7 чёрная пешка · a6 чёрная пешка · d6 чёрная пешка · e6 чёрная пешка · f6 чёрный конь · b5 чёрная пешка · g5 белый слон · e4 белая пешка · f4 белая пешка · h4 белая пешка · a3 белая пешка · c3 белый конь · b2 белая пешка · c2 белая пешка · d2 белый ферзь · e2 белый слон · b1 белый король · d1 белая ладья · e1 белая ладья | c8 чёрная ладья · e8 чёрный король · f8 чёрный слон · h8 чёрная ладья · b7 чёрный ферзь · d7 чёрный слон · f7 чёрная пешка · g7 чёрная пешка · a6 чёрная пешка · d6 чёрная пешка · e6 чёрная пешка · f6 чёрный конь · b5 чёрная пешка · g5 белый слон · e4 белая пешка · f4 белая пешка · h4 белая пешка · a3 белая пешка · c3 белый конь · b2 белая пешка · c2 белая пешка · d2 белый ферзь · e2 белый слон · b1 белый король · d1 белая ладья · e1 белая ладья | c8 чёрная ладья · e8 чёрный король · f8 чёрный слон · h8 чёрная ладья · b7 чёрный ферзь · d7 чёрный слон · f7 чёрная пешка · g7 чёрная пешка · a6 чёрная пешка · d6 чёрная пешка · e6 чёрная пешка · f6 чёрный конь · b5 чёрная пешка · g5 белый слон · e4 белая пешка · f4 белая пешка · h4 белая пешка · a3 белая пешка · c3 белый конь · b2 белая пешка · c2 белая пешка · d2 белый ферзь · e2 белый слон · b1 белый король · d1 белая ладья · e1 белая ладья | c8 чёрная ладья · e8 чёрный король · f8 чёрный слон · h8 чёрная ладья · b7 чёрный ферзь · d7 чёрный слон · f7 чёрная пешка · g7 чёрная пешка · a6 чёрная пешка · d6 чёрная пешка · e6 чёрная пешка · f6 чёрный конь · b5 чёрная пешка · g5 белый слон · e4 белая пешка · f4 белая пешка · h4 белая пешка · a3 белая пешка · c3 белый конь · b2 белая пешка · c2 белая пешка · d2 белый ферзь · e2 белый слон · b1 белый король · d1 белая ладья · e1 белая ладья | c8 чёрная ладья · e8 чёрный король · f8 чёрный слон · h8 чёрная ладья · b7 чёрный ферзь · d7 чёрный слон · f7 чёрная пешка · g7 чёрная пешка · a6 чёрная пешка · d6 чёрная пешка · e6 чёрная пешка · f6 чёрный конь · b5 чёрная пешка · g5 белый слон · e4 белая пешка · f4 белая пешка · h4 белая пешка · a3 белая пешка · c3 белый конь · b2 белая пешка · c2 белая пешка · d2 белый ферзь · e2 белый слон · b1 белый король · d1 белая ладья · e1 белая ладья | c8 чёрная ладья · e8 чёрный король · f8 чёрный слон · h8 чёрная ладья · b7 чёрный ферзь · d7 чёрный слон · f7 чёрная пешка · g7 чёрная пешка · a6 чёрная пешка · d6 чёрная пешка · e6 чёрная пешка · f6 чёрный конь · b5 чёрная пешка · g5 белый слон · e4 белая пешка · f4 белая пешка · h4 белая пешка · a3 белая пешка · c3 белый конь · b2 белая пешка · c2 белая пешка · d2 белый ферзь · e2 белый слон · b1 белый король · d1 белая ладья · e1 белая ладья | c8 чёрная ладья · e8 чёрный король · f8 чёрный слон · h8 чёрная ладья · b7 чёрный ферзь · d7 чёрный слон · f7 чёрная пешка · g7 чёрная пешка · a6 чёрная пешка · d6 чёрная пешка · e6 чёрная пешка · f6 чёрный конь · b5 чёрная пешка · g5 белый слон · e4 белая пешка · f4 белая пешка · h4 белая пешка · a3 белая пешка · c3 белый конь · b2 белая пешка · c2 белая пешка · d2 белый ферзь · e2 белый слон · b1 белый король · d1 белая ладья · e1 белая ладья | 3 |
| 2 | c8 чёрная ладья · e8 чёрный король · f8 чёрный слон · h8 чёрная ладья · b7 чёрный ферзь · d7 чёрный слон · f7 чёрная пешка · g7 чёрная пешка · a6 чёрная пешка · d6 чёрная пешка · e6 чёрная пешка · f6 чёрный конь · b5 чёрная пешка · g5 белый слон · e4 белая пешка · f4 белая пешка · h4 белая пешка · a3 белая пешка · c3 белый конь · b2 белая пешка · c2 белая пешка · d2 белый ферзь · e2 белый слон · b1 белый король · d1 белая ладья · e1 белая ладья | c8 чёрная ладья · e8 чёрный король · f8 чёрный слон · h8 чёрная ладья · b7 чёрный ферзь · d7 чёрный слон · f7 чёрная пешка · g7 чёрная пешка · a6 чёрная пешка · d6 чёрная пешка · e6 чёрная пешка · f6 чёрный конь · b5 чёрная пешка · g5 белый слон · e4 белая пешка · f4 белая пешка · h4 белая пешка · a3 белая пешка · c3 белый конь · b2 белая пешка · c2 белая пешка · d2 белый ферзь · e2 белый слон · b1 белый король · d1 белая ладья · e1 белая ладья | c8 чёрная ладья · e8 чёрный король · f8 чёрный слон · h8 чёрная ладья · b7 чёрный ферзь · d7 чёрный слон · f7 чёрная пешка · g7 чёрная пешка · a6 чёрная пешка · d6 чёрная пешка · e6 чёрная пешка · f6 чёрный конь · b5 чёрная пешка · g5 белый слон · e4 белая пешка · f4 белая пешка · h4 белая пешка · a3 белая пешка · c3 белый конь · b2 белая пешка · c2 белая пешка · d2 белый ферзь · e2 белый слон · b1 белый король · d1 белая ладья · e1 белая ладья | c8 чёрная ладья · e8 чёрный король · f8 чёрный слон · h8 чёрная ладья · b7 чёрный ферзь · d7 чёрный слон · f7 чёрная пешка · g7 чёрная пешка · a6 чёрная пешка · d6 чёрная пешка · e6 чёрная пешка · f6 чёрный конь · b5 чёрная пешка · g5 белый слон · e4 белая пешка · f4 белая пешка · h4 белая пешка · a3 белая пешка · c3 белый конь · b2 белая пешка · c2 белая пешка · d2 белый ферзь · e2 белый слон · b1 белый король · d1 белая ладья · e1 белая ладья | c8 чёрная ладья · e8 чёрный король · f8 чёрный слон · h8 чёрная ладья · b7 чёрный ферзь · d7 чёрный слон · f7 чёрная пешка · g7 чёрная пешка · a6 чёрная пешка · d6 чёрная пешка · e6 чёрная пешка · f6 чёрный конь · b5 чёрная пешка · g5 белый слон · e4 белая пешка · f4 белая пешка · h4 белая пешка · a3 белая пешка · c3 белый конь · b2 белая пешка · c2 белая пешка · d2 белый ферзь · e2 белый слон · b1 белый король · d1 белая ладья · e1 белая ладья | c8 чёрная ладья · e8 чёрный король · f8 чёрный слон · h8 чёрная ладья · b7 чёрный ферзь · d7 чёрный слон · f7 чёрная пешка · g7 чёрная пешка · a6 чёрная пешка · d6 чёрная пешка · e6 чёрная пешка · f6 чёрный конь · b5 чёрная пешка · g5 белый слон · e4 белая пешка · f4 белая пешка · h4 белая пешка · a3 белая пешка · c3 белый конь · b2 белая пешка · c2 белая пешка · d2 белый ферзь · e2 белый слон · b1 белый король · d1 белая ладья · e1 белая ладья | c8 чёрная ладья · e8 чёрный король · f8 чёрный слон · h8 чёрная ладья · b7 чёрный ферзь · d7 чёрный слон · f7 чёрная пешка · g7 чёрная пешка · a6 чёрная пешка · d6 чёрная пешка · e6 чёрная пешка · f6 чёрный конь · b5 чёрная пешка · g5 белый слон · e4 белая пешка · f4 белая пешка · h4 белая пешка · a3 белая пешка · c3 белый конь · b2 белая пешка · c2 белая пешка · d2 белый ферзь · e2 белый слон · b1 белый король · d1 белая ладья · e1 белая ладья | c8 чёрная ладья · e8 чёрный король · f8 чёрный слон · h8 чёрная ладья · b7 чёрный ферзь · d7 чёрный слон · f7 чёрная пешка · g7 чёрная пешка · a6 чёрная пешка · d6 чёрная пешка · e6 чёрная пешка · f6 чёрный конь · b5 чёрная пешка · g5 белый слон · e4 белая пешка · f4 белая пешка · h4 белая пешка · a3 белая пешка · c3 белый конь · b2 белая пешка · c2 белая пешка · d2 белый ферзь · e2 белый слон · b1 белый король · d1 белая ладья · e1 белая ладья | 2 |
| 1 | c8 чёрная ладья · e8 чёрный король · f8 чёрный слон · h8 чёрная ладья · b7 чёрный ферзь · d7 чёрный слон · f7 чёрная пешка · g7 чёрная пешка · a6 чёрная пешка · d6 чёрная пешка · e6 чёрная пешка · f6 чёрный конь · b5 чёрная пешка · g5 белый слон · e4 белая пешка · f4 белая пешка · h4 белая пешка · a3 белая пешка · c3 белый конь · b2 белая пешка · c2 белая пешка · d2 белый ферзь · e2 белый слон · b1 белый король · d1 белая ладья · e1 белая ладья | c8 чёрная ладья · e8 чёрный король · f8 чёрный слон · h8 чёрная ладья · b7 чёрный ферзь · d7 чёрный слон · f7 чёрная пешка · g7 чёрная пешка · a6 чёрная пешка · d6 чёрная пешка · e6 чёрная пешка · f6 чёрный конь · b5 чёрная пешка · g5 белый слон · e4 белая пешка · f4 белая пешка · h4 белая пешка · a3 белая пешка · c3 белый конь · b2 белая пешка · c2 белая пешка · d2 белый ферзь · e2 белый слон · b1 белый король · d1 белая ладья · e1 белая ладья | c8 чёрная ладья · e8 чёрный король · f8 чёрный слон · h8 чёрная ладья · b7 чёрный ферзь · d7 чёрный слон · f7 чёрная пешка · g7 чёрная пешка · a6 чёрная пешка · d6 чёрная пешка · e6 чёрная пешка · f6 чёрный конь · b5 чёрная пешка · g5 белый слон · e4 белая пешка · f4 белая пешка · h4 белая пешка · a3 белая пешка · c3 белый конь · b2 белая пешка · c2 белая пешка · d2 белый ферзь · e2 белый слон · b1 белый король · d1 белая ладья · e1 белая ладья | c8 чёрная ладья · e8 чёрный король · f8 чёрный слон · h8 чёрная ладья · b7 чёрный ферзь · d7 чёрный слон · f7 чёрная пешка · g7 чёрная пешка · a6 чёрная пешка · d6 чёрная пешка · e6 чёрная пешка · f6 чёрный конь · b5 чёрная пешка · g5 белый слон · e4 белая пешка · f4 белая пешка · h4 белая пешка · a3 белая пешка · c3 белый конь · b2 белая пешка · c2 белая пешка · d2 белый ферзь · e2 белый слон · b1 белый король · d1 белая ладья · e1 белая ладья | c8 чёрная ладья · e8 чёрный король · f8 чёрный слон · h8 чёрная ладья · b7 чёрный ферзь · d7 чёрный слон · f7 чёрная пешка · g7 чёрная пешка · a6 чёрная пешка · d6 чёрная пешка · e6 чёрная пешка · f6 чёрный конь · b5 чёрная пешка · g5 белый слон · e4 белая пешка · f4 белая пешка · h4 белая пешка · a3 белая пешка · c3 белый конь · b2 белая пешка · c2 белая пешка · d2 белый ферзь · e2 белый слон · b1 белый король · d1 белая ладья · e1 белая ладья | c8 чёрная ладья · e8 чёрный король · f8 чёрный слон · h8 чёрная ладья · b7 чёрный ферзь · d7 чёрный слон · f7 чёрная пешка · g7 чёрная пешка · a6 чёрная пешка · d6 чёрная пешка · e6 чёрная пешка · f6 чёрный конь · b5 чёрная пешка · g5 белый слон · e4 белая пешка · f4 белая пешка · h4 белая пешка · a3 белая пешка · c3 белый конь · b2 белая пешка · c2 белая пешка · d2 белый ферзь · e2 белый слон · b1 белый король · d1 белая ладья · e1 белая ладья | c8 чёрная ладья · e8 чёрный король · f8 чёрный слон · h8 чёрная ладья · b7 чёрный ферзь · d7 чёрный слон · f7 чёрная пешка · g7 чёрная пешка · a6 чёрная пешка · d6 чёрная пешка · e6 чёрная пешка · f6 чёрный конь · b5 чёрная пешка · g5 белый слон · e4 белая пешка · f4 белая пешка · h4 белая пешка · a3 белая пешка · c3 белый конь · b2 белая пешка · c2 белая пешка · d2 белый ферзь · e2 белый слон · b1 белый король · d1 белая ладья · e1 белая ладья | c8 чёрная ладья · e8 чёрный король · f8 чёрный слон · h8 чёрная ладья · b7 чёрный ферзь · d7 чёрный слон · f7 чёрная пешка · g7 чёрная пешка · a6 чёрная пешка · d6 чёрная пешка · e6 чёрная пешка · f6 чёрный конь · b5 чёрная пешка · g5 белый слон · e4 белая пешка · f4 белая пешка · h4 белая пешка · a3 белая пешка · c3 белый конь · b2 белая пешка · c2 белая пешка · d2 белый ферзь · e2 белый слон · b1 белый король · d1 белая ладья · e1 белая ладья | 1 |
|   | a | b | c | d | e | f | g | h |   |

|   | a | b | c | d | e | f | g | h |   |
| - | --- | --- | --- | --- | --- | --- | --- | --- | - |
| 8 | b8 чёрная ладья · c7 чёрный конь · e7 чёрная пешка · f7 чёрный король · h7 чёрная пешка · d6 чёрная пешка · f6 чёрная пешка · g6 чёрная пешка · h6 белый слон · c5 чёрная пешка · d5 белая пешка · d4 чёрный слон · e4 белая пешка · f4 белая пешка · h4 белая пешка · a3 белая пешка · b3 чёрная ладья · g3 белая пешка · b2 белая пешка · c2 белая ладья · e2 белая ладья · h2 белый король · d1 белый конь | b8 чёрная ладья · c7 чёрный конь · e7 чёрная пешка · f7 чёрный король · h7 чёрная пешка · d6 чёрная пешка · f6 чёрная пешка · g6 чёрная пешка · h6 белый слон · c5 чёрная пешка · d5 белая пешка · d4 чёрный слон · e4 белая пешка · f4 белая пешка · h4 белая пешка · a3 белая пешка · b3 чёрная ладья · g3 белая пешка · b2 белая пешка · c2 белая ладья · e2 белая ладья · h2 белый король · d1 белый конь | b8 чёрная ладья · c7 чёрный конь · e7 чёрная пешка · f7 чёрный король · h7 чёрная пешка · d6 чёрная пешка · f6 чёрная пешка · g6 чёрная пешка · h6 белый слон · c5 чёрная пешка · d5 белая пешка · d4 чёрный слон · e4 белая пешка · f4 белая пешка · h4 белая пешка · a3 белая пешка · b3 чёрная ладья · g3 белая пешка · b2 белая пешка · c2 белая ладья · e2 белая ладья · h2 белый король · d1 белый конь | b8 чёрная ладья · c7 чёрный конь · e7 чёрная пешка · f7 чёрный король · h7 чёрная пешка · d6 чёрная пешка · f6 чёрная пешка · g6 чёрная пешка · h6 белый слон · c5 чёрная пешка · d5 белая пешка · d4 чёрный слон · e4 белая пешка · f4 белая пешка · h4 белая пешка · a3 белая пешка · b3 чёрная ладья · g3 белая пешка · b2 белая пешка · c2 белая ладья · e2 белая ладья · h2 белый король · d1 белый конь | b8 чёрная ладья · c7 чёрный конь · e7 чёрная пешка · f7 чёрный король · h7 чёрная пешка · d6 чёрная пешка · f6 чёрная пешка · g6 чёрная пешка · h6 белый слон · c5 чёрная пешка · d5 белая пешка · d4 чёрный слон · e4 белая пешка · f4 белая пешка · h4 белая пешка · a3 белая пешка · b3 чёрная ладья · g3 белая пешка · b2 белая пешка · c2 белая ладья · e2 белая ладья · h2 белый король · d1 белый конь | b8 чёрная ладья · c7 чёрный конь · e7 чёрная пешка · f7 чёрный король · h7 чёрная пешка · d6 чёрная пешка · f6 чёрная пешка · g6 чёрная пешка · h6 белый слон · c5 чёрная пешка · d5 белая пешка · d4 чёрный слон · e4 белая пешка · f4 белая пешка · h4 белая пешка · a3 белая пешка · b3 чёрная ладья · g3 белая пешка · b2 белая пешка · c2 белая ладья · e2 белая ладья · h2 белый король · d1 белый конь | b8 чёрная ладья · c7 чёрный конь · e7 чёрная пешка · f7 чёрный король · h7 чёрная пешка · d6 чёрная пешка · f6 чёрная пешка · g6 чёрная пешка · h6 белый слон · c5 чёрная пешка · d5 белая пешка · d4 чёрный слон · e4 белая пешка · f4 белая пешка · h4 белая пешка · a3 белая пешка · b3 чёрная ладья · g3 белая пешка · b2 белая пешка · c2 белая ладья · e2 белая ладья · h2 белый король · d1 белый конь | b8 чёрная ладья · c7 чёрный конь · e7 чёрная пешка · f7 чёрный король · h7 чёрная пешка · d6 чёрная пешка · f6 чёрная пешка · g6 чёрная пешка · h6 белый слон · c5 чёрная пешка · d5 белая пешка · d4 чёрный слон · e4 белая пешка · f4 белая пешка · h4 белая пешка · a3 белая пешка · b3 чёрная ладья · g3 белая пешка · b2 белая пешка · c2 белая ладья · e2 белая ладья · h2 белый король · d1 белый конь | 8 |
| 7 | b8 чёрная ладья · c7 чёрный конь · e7 чёрная пешка · f7 чёрный король · h7 чёрная пешка · d6 чёрная пешка · f6 чёрная пешка · g6 чёрная пешка · h6 белый слон · c5 чёрная пешка · d5 белая пешка · d4 чёрный слон · e4 белая пешка · f4 белая пешка · h4 белая пешка · a3 белая пешка · b3 чёрная ладья · g3 белая пешка · b2 белая пешка · c2 белая ладья · e2 белая ладья · h2 белый король · d1 белый конь | b8 чёрная ладья · c7 чёрный конь · e7 чёрная пешка · f7 чёрный король · h7 чёрная пешка · d6 чёрная пешка · f6 чёрная пешка · g6 чёрная пешка · h6 белый слон · c5 чёрная пешка · d5 белая пешка · d4 чёрный слон · e4 белая пешка · f4 белая пешка · h4 белая пешка · a3 белая пешка · b3 чёрная ладья · g3 белая пешка · b2 белая пешка · c2 белая ладья · e2 белая ладья · h2 белый король · d1 белый конь | b8 чёрная ладья · c7 чёрный конь · e7 чёрная пешка · f7 чёрный король · h7 чёрная пешка · d6 чёрная пешка · f6 чёрная пешка · g6 чёрная пешка · h6 белый слон · c5 чёрная пешка · d5 белая пешка · d4 чёрный слон · e4 белая пешка · f4 белая пешка · h4 белая пешка · a3 белая пешка · b3 чёрная ладья · g3 белая пешка · b2 белая пешка · c2 белая ладья · e2 белая ладья · h2 белый король · d1 белый конь | b8 чёрная ладья · c7 чёрный конь · e7 чёрная пешка · f7 чёрный король · h7 чёрная пешка · d6 чёрная пешка · f6 чёрная пешка · g6 чёрная пешка · h6 белый слон · c5 чёрная пешка · d5 белая пешка · d4 чёрный слон · e4 белая пешка · f4 белая пешка · h4 белая пешка · a3 белая пешка · b3 чёрная ладья · g3 белая пешка · b2 белая пешка · c2 белая ладья · e2 белая ладья · h2 белый король · d1 белый конь | b8 чёрная ладья · c7 чёрный конь · e7 чёрная пешка · f7 чёрный король · h7 чёрная пешка · d6 чёрная пешка · f6 чёрная пешка · g6 чёрная пешка · h6 белый слон · c5 чёрная пешка · d5 белая пешка · d4 чёрный слон · e4 белая пешка · f4 белая пешка · h4 белая пешка · a3 белая пешка · b3 чёрная ладья · g3 белая пешка · b2 белая пешка · c2 белая ладья · e2 белая ладья · h2 белый король · d1 белый конь | b8 чёрная ладья · c7 чёрный конь · e7 чёрная пешка · f7 чёрный король · h7 чёрная пешка · d6 чёрная пешка · f6 чёрная пешка · g6 чёрная пешка · h6 белый слон · c5 чёрная пешка · d5 белая пешка · d4 чёрный слон · e4 белая пешка · f4 белая пешка · h4 белая пешка · a3 белая пешка · b3 чёрная ладья · g3 белая пешка · b2 белая пешка · c2 белая ладья · e2 белая ладья · h2 белый король · d1 белый конь | b8 чёрная ладья · c7 чёрный конь · e7 чёрная пешка · f7 чёрный король · h7 чёрная пешка · d6 чёрная пешка · f6 чёрная пешка · g6 чёрная пешка · h6 белый слон · c5 чёрная пешка · d5 белая пешка · d4 чёрный слон · e4 белая пешка · f4 белая пешка · h4 белая пешка · a3 белая пешка · b3 чёрная ладья · g3 белая пешка · b2 белая пешка · c2 белая ладья · e2 белая ладья · h2 белый король · d1 белый конь | b8 чёрная ладья · c7 чёрный конь · e7 чёрная пешка · f7 чёрный король · h7 чёрная пешка · d6 чёрная пешка · f6 чёрная пешка · g6 чёрная пешка · h6 белый слон · c5 чёрная пешка · d5 белая пешка · d4 чёрный слон · e4 белая пешка · f4 белая пешка · h4 белая пешка · a3 белая пешка · b3 чёрная ладья · g3 белая пешка · b2 белая пешка · c2 белая ладья · e2 белая ладья · h2 белый король · d1 белый конь | 7 |
| 6 | b8 чёрная ладья · c7 чёрный конь · e7 чёрная пешка · f7 чёрный король · h7 чёрная пешка · d6 чёрная пешка · f6 чёрная пешка · g6 чёрная пешка · h6 белый слон · c5 чёрная пешка · d5 белая пешка · d4 чёрный слон · e4 белая пешка · f4 белая пешка · h4 белая пешка · a3 белая пешка · b3 чёрная ладья · g3 белая пешка · b2 белая пешка · c2 белая ладья · e2 белая ладья · h2 белый король · d1 белый конь | b8 чёрная ладья · c7 чёрный конь · e7 чёрная пешка · f7 чёрный король · h7 чёрная пешка · d6 чёрная пешка · f6 чёрная пешка · g6 чёрная пешка · h6 белый слон · c5 чёрная пешка · d5 белая пешка · d4 чёрный слон · e4 белая пешка · f4 белая пешка · h4 белая пешка · a3 белая пешка · b3 чёрная ладья · g3 белая пешка · b2 белая пешка · c2 белая ладья · e2 белая ладья · h2 белый король · d1 белый конь | b8 чёрная ладья · c7 чёрный конь · e7 чёрная пешка · f7 чёрный король · h7 чёрная пешка · d6 чёрная пешка · f6 чёрная пешка · g6 чёрная пешка · h6 белый слон · c5 чёрная пешка · d5 белая пешка · d4 чёрный слон · e4 белая пешка · f4 белая пешка · h4 белая пешка · a3 белая пешка · b3 чёрная ладья · g3 белая пешка · b2 белая пешка · c2 белая ладья · e2 белая ладья · h2 белый король · d1 белый конь | b8 чёрная ладья · c7 чёрный конь · e7 чёрная пешка · f7 чёрный король · h7 чёрная пешка · d6 чёрная пешка · f6 чёрная пешка · g6 чёрная пешка · h6 белый слон · c5 чёрная пешка · d5 белая пешка · d4 чёрный слон · e4 белая пешка · f4 белая пешка · h4 белая пешка · a3 белая пешка · b3 чёрная ладья · g3 белая пешка · b2 белая пешка · c2 белая ладья · e2 белая ладья · h2 белый король · d1 белый конь | b8 чёрная ладья · c7 чёрный конь · e7 чёрная пешка · f7 чёрный король · h7 чёрная пешка · d6 чёрная пешка · f6 чёрная пешка · g6 чёрная пешка · h6 белый слон · c5 чёрная пешка · d5 белая пешка · d4 чёрный слон · e4 белая пешка · f4 белая пешка · h4 белая пешка · a3 белая пешка · b3 чёрная ладья · g3 белая пешка · b2 белая пешка · c2 белая ладья · e2 белая ладья · h2 белый король · d1 белый конь | b8 чёрная ладья · c7 чёрный конь · e7 чёрная пешка · f7 чёрный король · h7 чёрная пешка · d6 чёрная пешка · f6 чёрная пешка · g6 чёрная пешка · h6 белый слон · c5 чёрная пешка · d5 белая пешка · d4 чёрный слон · e4 белая пешка · f4 белая пешка · h4 белая пешка · a3 белая пешка · b3 чёрная ладья · g3 белая пешка · b2 белая пешка · c2 белая ладья · e2 белая ладья · h2 белый король · d1 белый конь | b8 чёрная ладья · c7 чёрный конь · e7 чёрная пешка · f7 чёрный король · h7 чёрная пешка · d6 чёрная пешка · f6 чёрная пешка · g6 чёрная пешка · h6 белый слон · c5 чёрная пешка · d5 белая пешка · d4 чёрный слон · e4 белая пешка · f4 белая пешка · h4 белая пешка · a3 белая пешка · b3 чёрная ладья · g3 белая пешка · b2 белая пешка · c2 белая ладья · e2 белая ладья · h2 белый король · d1 белый конь | b8 чёрная ладья · c7 чёрный конь · e7 чёрная пешка · f7 чёрный король · h7 чёрная пешка · d6 чёрная пешка · f6 чёрная пешка · g6 чёрная пешка · h6 белый слон · c5 чёрная пешка · d5 белая пешка · d4 чёрный слон · e4 белая пешка · f4 белая пешка · h4 белая пешка · a3 белая пешка · b3 чёрная ладья · g3 белая пешка · b2 белая пешка · c2 белая ладья · e2 белая ладья · h2 белый король · d1 белый конь | 6 |
| 5 | b8 чёрная ладья · c7 чёрный конь · e7 чёрная пешка · f7 чёрный король · h7 чёрная пешка · d6 чёрная пешка · f6 чёрная пешка · g6 чёрная пешка · h6 белый слон · c5 чёрная пешка · d5 белая пешка · d4 чёрный слон · e4 белая пешка · f4 белая пешка · h4 белая пешка · a3 белая пешка · b3 чёрная ладья · g3 белая пешка · b2 белая пешка · c2 белая ладья · e2 белая ладья · h2 белый король · d1 белый конь | b8 чёрная ладья · c7 чёрный конь · e7 чёрная пешка · f7 чёрный король · h7 чёрная пешка · d6 чёрная пешка · f6 чёрная пешка · g6 чёрная пешка · h6 белый слон · c5 чёрная пешка · d5 белая пешка · d4 чёрный слон · e4 белая пешка · f4 белая пешка · h4 белая пешка · a3 белая пешка · b3 чёрная ладья · g3 белая пешка · b2 белая пешка · c2 белая ладья · e2 белая ладья · h2 белый король · d1 белый конь | b8 чёрная ладья · c7 чёрный конь · e7 чёрная пешка · f7 чёрный король · h7 чёрная пешка · d6 чёрная пешка · f6 чёрная пешка · g6 чёрная пешка · h6 белый слон · c5 чёрная пешка · d5 белая пешка · d4 чёрный слон · e4 белая пешка · f4 белая пешка · h4 белая пешка · a3 белая пешка · b3 чёрная ладья · g3 белая пешка · b2 белая пешка · c2 белая ладья · e2 белая ладья · h2 белый король · d1 белый конь | b8 чёрная ладья · c7 чёрный конь · e7 чёрная пешка · f7 чёрный король · h7 чёрная пешка · d6 чёрная пешка · f6 чёрная пешка · g6 чёрная пешка · h6 белый слон · c5 чёрная пешка · d5 белая пешка · d4 чёрный слон · e4 белая пешка · f4 белая пешка · h4 белая пешка · a3 белая пешка · b3 чёрная ладья · g3 белая пешка · b2 белая пешка · c2 белая ладья · e2 белая ладья · h2 белый король · d1 белый конь | b8 чёрная ладья · c7 чёрный конь · e7 чёрная пешка · f7 чёрный король · h7 чёрная пешка · d6 чёрная пешка · f6 чёрная пешка · g6 чёрная пешка · h6 белый слон · c5 чёрная пешка · d5 белая пешка · d4 чёрный слон · e4 белая пешка · f4 белая пешка · h4 белая пешка · a3 белая пешка · b3 чёрная ладья · g3 белая пешка · b2 белая пешка · c2 белая ладья · e2 белая ладья · h2 белый король · d1 белый конь | b8 чёрная ладья · c7 чёрный конь · e7 чёрная пешка · f7 чёрный король · h7 чёрная пешка · d6 чёрная пешка · f6 чёрная пешка · g6 чёрная пешка · h6 белый слон · c5 чёрная пешка · d5 белая пешка · d4 чёрный слон · e4 белая пешка · f4 белая пешка · h4 белая пешка · a3 белая пешка · b3 чёрная ладья · g3 белая пешка · b2 белая пешка · c2 белая ладья · e2 белая ладья · h2 белый король · d1 белый конь | b8 чёрная ладья · c7 чёрный конь · e7 чёрная пешка · f7 чёрный король · h7 чёрная пешка · d6 чёрная пешка · f6 чёрная пешка · g6 чёрная пешка · h6 белый слон · c5 чёрная пешка · d5 белая пешка · d4 чёрный слон · e4 белая пешка · f4 белая пешка · h4 белая пешка · a3 белая пешка · b3 чёрная ладья · g3 белая пешка · b2 белая пешка · c2 белая ладья · e2 белая ладья · h2 белый король · d1 белый конь | b8 чёрная ладья · c7 чёрный конь · e7 чёрная пешка · f7 чёрный король · h7 чёрная пешка · d6 чёрная пешка · f6 чёрная пешка · g6 чёрная пешка · h6 белый слон · c5 чёрная пешка · d5 белая пешка · d4 чёрный слон · e4 белая пешка · f4 белая пешка · h4 белая пешка · a3 белая пешка · b3 чёрная ладья · g3 белая пешка · b2 белая пешка · c2 белая ладья · e2 белая ладья · h2 белый король · d1 белый конь | 5 |
| 4 | b8 чёрная ладья · c7 чёрный конь · e7 чёрная пешка · f7 чёрный король · h7 чёрная пешка · d6 чёрная пешка · f6 чёрная пешка · g6 чёрная пешка · h6 белый слон · c5 чёрная пешка · d5 белая пешка · d4 чёрный слон · e4 белая пешка · f4 белая пешка · h4 белая пешка · a3 белая пешка · b3 чёрная ладья · g3 белая пешка · b2 белая пешка · c2 белая ладья · e2 белая ладья · h2 белый король · d1 белый конь | b8 чёрная ладья · c7 чёрный конь · e7 чёрная пешка · f7 чёрный король · h7 чёрная пешка · d6 чёрная пешка · f6 чёрная пешка · g6 чёрная пешка · h6 белый слон · c5 чёрная пешка · d5 белая пешка · d4 чёрный слон · e4 белая пешка · f4 белая пешка · h4 белая пешка · a3 белая пешка · b3 чёрная ладья · g3 белая пешка · b2 белая пешка · c2 белая ладья · e2 белая ладья · h2 белый король · d1 белый конь | b8 чёрная ладья · c7 чёрный конь · e7 чёрная пешка · f7 чёрный король · h7 чёрная пешка · d6 чёрная пешка · f6 чёрная пешка · g6 чёрная пешка · h6 белый слон · c5 чёрная пешка · d5 белая пешка · d4 чёрный слон · e4 белая пешка · f4 белая пешка · h4 белая пешка · a3 белая пешка · b3 чёрная ладья · g3 белая пешка · b2 белая пешка · c2 белая ладья · e2 белая ладья · h2 белый король · d1 белый конь | b8 чёрная ладья · c7 чёрный конь · e7 чёрная пешка · f7 чёрный король · h7 чёрная пешка · d6 чёрная пешка · f6 чёрная пешка · g6 чёрная пешка · h6 белый слон · c5 чёрная пешка · d5 белая пешка · d4 чёрный слон · e4 белая пешка · f4 белая пешка · h4 белая пешка · a3 белая пешка · b3 чёрная ладья · g3 белая пешка · b2 белая пешка · c2 белая ладья · e2 белая ладья · h2 белый король · d1 белый конь | b8 чёрная ладья · c7 чёрный конь · e7 чёрная пешка · f7 чёрный король · h7 чёрная пешка · d6 чёрная пешка · f6 чёрная пешка · g6 чёрная пешка · h6 белый слон · c5 чёрная пешка · d5 белая пешка · d4 чёрный слон · e4 белая пешка · f4 белая пешка · h4 белая пешка · a3 белая пешка · b3 чёрная ладья · g3 белая пешка · b2 белая пешка · c2 белая ладья · e2 белая ладья · h2 белый король · d1 белый конь | b8 чёрная ладья · c7 чёрный конь · e7 чёрная пешка · f7 чёрный король · h7 чёрная пешка · d6 чёрная пешка · f6 чёрная пешка · g6 чёрная пешка · h6 белый слон · c5 чёрная пешка · d5 белая пешка · d4 чёрный слон · e4 белая пешка · f4 белая пешка · h4 белая пешка · a3 белая пешка · b3 чёрная ладья · g3 белая пешка · b2 белая пешка · c2 белая ладья · e2 белая ладья · h2 белый король · d1 белый конь | b8 чёрная ладья · c7 чёрный конь · e7 чёрная пешка · f7 чёрный король · h7 чёрная пешка · d6 чёрная пешка · f6 чёрная пешка · g6 чёрная пешка · h6 белый слон · c5 чёрная пешка · d5 белая пешка · d4 чёрный слон · e4 белая пешка · f4 белая пешка · h4 белая пешка · a3 белая пешка · b3 чёрная ладья · g3 белая пешка · b2 белая пешка · c2 белая ладья · e2 белая ладья · h2 белый король · d1 белый конь | b8 чёрная ладья · c7 чёрный конь · e7 чёрная пешка · f7 чёрный король · h7 чёрная пешка · d6 чёрная пешка · f6 чёрная пешка · g6 чёрная пешка · h6 белый слон · c5 чёрная пешка · d5 белая пешка · d4 чёрный слон · e4 белая пешка · f4 белая пешка · h4 белая пешка · a3 белая пешка · b3 чёрная ладья · g3 белая пешка · b2 белая пешка · c2 белая ладья · e2 белая ладья · h2 белый король · d1 белый конь | 4 |
| 3 | b8 чёрная ладья · c7 чёрный конь · e7 чёрная пешка · f7 чёрный король · h7 чёрная пешка · d6 чёрная пешка · f6 чёрная пешка · g6 чёрная пешка · h6 белый слон · c5 чёрная пешка · d5 белая пешка · d4 чёрный слон · e4 белая пешка · f4 белая пешка · h4 белая пешка · a3 белая пешка · b3 чёрная ладья · g3 белая пешка · b2 белая пешка · c2 белая ладья · e2 белая ладья · h2 белый король · d1 белый конь | b8 чёрная ладья · c7 чёрный конь · e7 чёрная пешка · f7 чёрный король · h7 чёрная пешка · d6 чёрная пешка · f6 чёрная пешка · g6 чёрная пешка · h6 белый слон · c5 чёрная пешка · d5 белая пешка · d4 чёрный слон · e4 белая пешка · f4 белая пешка · h4 белая пешка · a3 белая пешка · b3 чёрная ладья · g3 белая пешка · b2 белая пешка · c2 белая ладья · e2 белая ладья · h2 белый король · d1 белый конь | b8 чёрная ладья · c7 чёрный конь · e7 чёрная пешка · f7 чёрный король · h7 чёрная пешка · d6 чёрная пешка · f6 чёрная пешка · g6 чёрная пешка · h6 белый слон · c5 чёрная пешка · d5 белая пешка · d4 чёрный слон · e4 белая пешка · f4 белая пешка · h4 белая пешка · a3 белая пешка · b3 чёрная ладья · g3 белая пешка · b2 белая пешка · c2 белая ладья · e2 белая ладья · h2 белый король · d1 белый конь | b8 чёрная ладья · c7 чёрный конь · e7 чёрная пешка · f7 чёрный король · h7 чёрная пешка · d6 чёрная пешка · f6 чёрная пешка · g6 чёрная пешка · h6 белый слон · c5 чёрная пешка · d5 белая пешка · d4 чёрный слон · e4 белая пешка · f4 белая пешка · h4 белая пешка · a3 белая пешка · b3 чёрная ладья · g3 белая пешка · b2 белая пешка · c2 белая ладья · e2 белая ладья · h2 белый король · d1 белый конь | b8 чёрная ладья · c7 чёрный конь · e7 чёрная пешка · f7 чёрный король · h7 чёрная пешка · d6 чёрная пешка · f6 чёрная пешка · g6 чёрная пешка · h6 белый слон · c5 чёрная пешка · d5 белая пешка · d4 чёрный слон · e4 белая пешка · f4 белая пешка · h4 белая пешка · a3 белая пешка · b3 чёрная ладья · g3 белая пешка · b2 белая пешка · c2 белая ладья · e2 белая ладья · h2 белый король · d1 белый конь | b8 чёрная ладья · c7 чёрный конь · e7 чёрная пешка · f7 чёрный король · h7 чёрная пешка · d6 чёрная пешка · f6 чёрная пешка · g6 чёрная пешка · h6 белый слон · c5 чёрная пешка · d5 белая пешка · d4 чёрный слон · e4 белая пешка · f4 белая пешка · h4 белая пешка · a3 белая пешка · b3 чёрная ладья · g3 белая пешка · b2 белая пешка · c2 белая ладья · e2 белая ладья · h2 белый король · d1 белый конь | b8 чёрная ладья · c7 чёрный конь · e7 чёрная пешка · f7 чёрный король · h7 чёрная пешка · d6 чёрная пешка · f6 чёрная пешка · g6 чёрная пешка · h6 белый слон · c5 чёрная пешка · d5 белая пешка · d4 чёрный слон · e4 белая пешка · f4 белая пешка · h4 белая пешка · a3 белая пешка · b3 чёрная ладья · g3 белая пешка · b2 белая пешка · c2 белая ладья · e2 белая ладья · h2 белый король · d1 белый конь | b8 чёрная ладья · c7 чёрный конь · e7 чёрная пешка · f7 чёрный король · h7 чёрная пешка · d6 чёрная пешка · f6 чёрная пешка · g6 чёрная пешка · h6 белый слон · c5 чёрная пешка · d5 белая пешка · d4 чёрный слон · e4 белая пешка · f4 белая пешка · h4 белая пешка · a3 белая пешка · b3 чёрная ладья · g3 белая пешка · b2 белая пешка · c2 белая ладья · e2 белая ладья · h2 белый король · d1 белый конь | 3 |
| 2 | b8 чёрная ладья · c7 чёрный конь · e7 чёрная пешка · f7 чёрный король · h7 чёрная пешка · d6 чёрная пешка · f6 чёрная пешка · g6 чёрная пешка · h6 белый слон · c5 чёрная пешка · d5 белая пешка · d4 чёрный слон · e4 белая пешка · f4 белая пешка · h4 белая пешка · a3 белая пешка · b3 чёрная ладья · g3 белая пешка · b2 белая пешка · c2 белая ладья · e2 белая ладья · h2 белый король · d1 белый конь | b8 чёрная ладья · c7 чёрный конь · e7 чёрная пешка · f7 чёрный король · h7 чёрная пешка · d6 чёрная пешка · f6 чёрная пешка · g6 чёрная пешка · h6 белый слон · c5 чёрная пешка · d5 белая пешка · d4 чёрный слон · e4 белая пешка · f4 белая пешка · h4 белая пешка · a3 белая пешка · b3 чёрная ладья · g3 белая пешка · b2 белая пешка · c2 белая ладья · e2 белая ладья · h2 белый король · d1 белый конь | b8 чёрная ладья · c7 чёрный конь · e7 чёрная пешка · f7 чёрный король · h7 чёрная пешка · d6 чёрная пешка · f6 чёрная пешка · g6 чёрная пешка · h6 белый слон · c5 чёрная пешка · d5 белая пешка · d4 чёрный слон · e4 белая пешка · f4 белая пешка · h4 белая пешка · a3 белая пешка · b3 чёрная ладья · g3 белая пешка · b2 белая пешка · c2 белая ладья · e2 белая ладья · h2 белый король · d1 белый конь | b8 чёрная ладья · c7 чёрный конь · e7 чёрная пешка · f7 чёрный король · h7 чёрная пешка · d6 чёрная пешка · f6 чёрная пешка · g6 чёрная пешка · h6 белый слон · c5 чёрная пешка · d5 белая пешка · d4 чёрный слон · e4 белая пешка · f4 белая пешка · h4 белая пешка · a3 белая пешка · b3 чёрная ладья · g3 белая пешка · b2 белая пешка · c2 белая ладья · e2 белая ладья · h2 белый король · d1 белый конь | b8 чёрная ладья · c7 чёрный конь · e7 чёрная пешка · f7 чёрный король · h7 чёрная пешка · d6 чёрная пешка · f6 чёрная пешка · g6 чёрная пешка · h6 белый слон · c5 чёрная пешка · d5 белая пешка · d4 чёрный слон · e4 белая пешка · f4 белая пешка · h4 белая пешка · a3 белая пешка · b3 чёрная ладья · g3 белая пешка · b2 белая пешка · c2 белая ладья · e2 белая ладья · h2 белый король · d1 белый конь | b8 чёрная ладья · c7 чёрный конь · e7 чёрная пешка · f7 чёрный король · h7 чёрная пешка · d6 чёрная пешка · f6 чёрная пешка · g6 чёрная пешка · h6 белый слон · c5 чёрная пешка · d5 белая пешка · d4 чёрный слон · e4 белая пешка · f4 белая пешка · h4 белая пешка · a3 белая пешка · b3 чёрная ладья · g3 белая пешка · b2 белая пешка · c2 белая ладья · e2 белая ладья · h2 белый король · d1 белый конь | b8 чёрная ладья · c7 чёрный конь · e7 чёрная пешка · f7 чёрный король · h7 чёрная пешка · d6 чёрная пешка · f6 чёрная пешка · g6 чёрная пешка · h6 белый слон · c5 чёрная пешка · d5 белая пешка · d4 чёрный слон · e4 белая пешка · f4 белая пешка · h4 белая пешка · a3 белая пешка · b3 чёрная ладья · g3 белая пешка · b2 белая пешка · c2 белая ладья · e2 белая ладья · h2 белый король · d1 белый конь | b8 чёрная ладья · c7 чёрный конь · e7 чёрная пешка · f7 чёрный король · h7 чёрная пешка · d6 чёрная пешка · f6 чёрная пешка · g6 чёрная пешка · h6 белый слон · c5 чёрная пешка · d5 белая пешка · d4 чёрный слон · e4 белая пешка · f4 белая пешка · h4 белая пешка · a3 белая пешка · b3 чёрная ладья · g3 белая пешка · b2 белая пешка · c2 белая ладья · e2 белая ладья · h2 белый король · d1 белый конь | 2 |
| 1 | b8 чёрная ладья · c7 чёрный конь · e7 чёрная пешка · f7 чёрный король · h7 чёрная пешка · d6 чёрная пешка · f6 чёрная пешка · g6 чёрная пешка · h6 белый слон · c5 чёрная пешка · d5 белая пешка · d4 чёрный слон · e4 белая пешка · f4 белая пешка · h4 белая пешка · a3 белая пешка · b3 чёрная ладья · g3 белая пешка · b2 белая пешка · c2 белая ладья · e2 белая ладья · h2 белый король · d1 белый конь | b8 чёрная ладья · c7 чёрный конь · e7 чёрная пешка · f7 чёрный король · h7 чёрная пешка · d6 чёрная пешка · f6 чёрная пешка · g6 чёрная пешка · h6 белый слон · c5 чёрная пешка · d5 белая пешка · d4 чёрный слон · e4 белая пешка · f4 белая пешка · h4 белая пешка · a3 белая пешка · b3 чёрная ладья · g3 белая пешка · b2 белая пешка · c2 белая ладья · e2 белая ладья · h2 белый король · d1 белый конь | b8 чёрная ладья · c7 чёрный конь · e7 чёрная пешка · f7 чёрный король · h7 чёрная пешка · d6 чёрная пешка · f6 чёрная пешка · g6 чёрная пешка · h6 белый слон · c5 чёрная пешка · d5 белая пешка · d4 чёрный слон · e4 белая пешка · f4 белая пешка · h4 белая пешка · a3 белая пешка · b3 чёрная ладья · g3 белая пешка · b2 белая пешка · c2 белая ладья · e2 белая ладья · h2 белый король · d1 белый конь | b8 чёрная ладья · c7 чёрный конь · e7 чёрная пешка · f7 чёрный король · h7 чёрная пешка · d6 чёрная пешка · f6 чёрная пешка · g6 чёрная пешка · h6 белый слон · c5 чёрная пешка · d5 белая пешка · d4 чёрный слон · e4 белая пешка · f4 белая пешка · h4 белая пешка · a3 белая пешка · b3 чёрная ладья · g3 белая пешка · b2 белая пешка · c2 белая ладья · e2 белая ладья · h2 белый король · d1 белый конь | b8 чёрная ладья · c7 чёрный конь · e7 чёрная пешка · f7 чёрный король · h7 чёрная пешка · d6 чёрная пешка · f6 чёрная пешка · g6 чёрная пешка · h6 белый слон · c5 чёрная пешка · d5 белая пешка · d4 чёрный слон · e4 белая пешка · f4 белая пешка · h4 белая пешка · a3 белая пешка · b3 чёрная ладья · g3 белая пешка · b2 белая пешка · c2 белая ладья · e2 белая ладья · h2 белый король · d1 белый конь | b8 чёрная ладья · c7 чёрный конь · e7 чёрная пешка · f7 чёрный король · h7 чёрная пешка · d6 чёрная пешка · f6 чёрная пешка · g6 чёрная пешка · h6 белый слон · c5 чёрная пешка · d5 белая пешка · d4 чёрный слон · e4 белая пешка · f4 белая пешка · h4 белая пешка · a3 белая пешка · b3 чёрная ладья · g3 белая пешка · b2 белая пешка · c2 белая ладья · e2 белая ладья · h2 белый король · d1 белый конь | b8 чёрная ладья · c7 чёрный конь · e7 чёрная пешка · f7 чёрный король · h7 чёрная пешка · d6 чёрная пешка · f6 чёрная пешка · g6 чёрная пешка · h6 белый слон · c5 чёрная пешка · d5 белая пешка · d4 чёрный слон · e4 белая пешка · f4 белая пешка · h4 белая пешка · a3 белая пешка · b3 чёрная ладья · g3 белая пешка · b2 белая пешка · c2 белая ладья · e2 белая ладья · h2 белый король · d1 белый конь | b8 чёрная ладья · c7 чёрный конь · e7 чёрная пешка · f7 чёрный король · h7 чёрная пешка · d6 чёрная пешка · f6 чёрная пешка · g6 чёрная пешка · h6 белый слон · c5 чёрная пешка · d5 белая пешка · d4 чёрный слон · e4 белая пешка · f4 белая пешка · h4 белая пешка · a3 белая пешка · b3 чёрная ладья · g3 белая пешка · b2 белая пешка · c2 белая ладья · e2 белая ладья · h2 белый король · d1 белый конь | 1 |
|   | a | b | c | d | e | f | g | h |   |

Васюков — Ларсен, Манила, 1974 г.
Сицилианская защита
1. e4 c5 2. Кf3 e6 3. d4 cd 4. К:d4 Кf6 5. Кc3 d6 6. g4 h6 7. h4 Кc6 8. Лg1 h5 9. gh К:h5 10. Cg5 Фc7 11. Фd2 a6 12. 0-0-0 К:d4 13. Ф:d4 Cd7 14. Крb1 Лc8 15. Ce2 b5 16. Лge1 Фc5 17. Фd2 Кf6 18. a3 Фc7 19. f4 Фb7 (см. диаграмму) 20. e5 de 21. Cf3 Ф:f3 22. C:f6 Фc6 23. Кe4 b4 24. fe ba 25. Лe3 Ф:c2+ 26. Ф:c2 a2+ 27. Кр: a2 Л:c2 28. Лb3 Лc8 29. Лb7 Cb5 30. C:g7 C:g7 31. Кd6+ Крf8 32. К:c8 C:e5 33. Лd8+ Крg7 34. Л:h8 Кр: h8 35. Л:f7 Cg3 36. h5 Ce2 37. h6 e5 38. Кd6 Cf4 39. Лe7 Ch5 40. Крb3 Cg6 41. Кf7+ C:f7+ 42. Л:f7 C:h6 43. Лa7 Крg8 44. Крc4 Крf8 45. Крd5 Cc1 46. b3 Cb2 47. Л:a6 Крe7 48. Лh6 Cc3 49. Лc6. Черные сдались (1 : 0).
Портиш — Васюков, Манила, 1974 г.
Примечания Д. Г. Плисецкого.
Волжский гамбит
1. d4 Кf6 2. c4 c5 3. d5 b5 4. cb a6 5. ba C:a6 6. Кc3 d6 7. Кf3 Кbd7 8. e4 C:f1 9. Кр: f1 g6 10. h3.
Сходный план связан с 10. g3!?
10… Cg7 11. Крg1 0-0 12. Крh2 Фa5 13. Лe1 Лfb8 14. Лe2?!
14. Фc2!?
14… Лb4!
Пока белые занимались профилактикой, черные успели свободно развернуть свои силы и наладить «пресс» на ферзевом фланге.
15. Крg1 Кe8 16. a3?
16. Лc2. В борьбе с назойливой ладьей Портиш нарушает золотое правило защиты, по которому никогда (или почти никогда) не следует ослабляться там, где тебя атакуют. Дальнейшая игра советского гроссмейстера носит учебный характер (в примечаниях использованы выдержки из анализа Васюкова).
16… Лb7 17. Лc2 Лab8 18. Фe2 Кe5! 19. К:e5.
Или 19. Cf4 К:f3+ 20. gf Кf6 и 21… Кh5!
19… C:e5 20. Ch6 Кc7 21. Лac1.
21. Лe1!?
21… Лb3 22. f4?!
Упорнее 22. Лe1!? Кb5!, ∓.
22… Cd4+ 23. Крh2 Фa6 24. Фg4 Фc8 25. Фe2 Фa6! 26. Фg4 Кe8! 27. Лe1.
Не без оснований отказываясь от повторения ходов: вторжение 27. Фd7? наказуемо: 27… Кf6! 28. Ф:e7 Л3b7, -+.
27… Фd3 28. Фe2?
Предпочтительнее было 28. Лee2 Кf6 29. Фf3 Ф:f3 30. gf Кh5!, ∓.
28… Ф:e2 29. Лe: e2 f6!
Слабая пешка b2 никуда от черных не уйдет.
30. h4 Кc7 31. Кd1 Крf7 32. g3 (см. диаграмму) 32… f5! 33. e5 К:d5 34. ed ed 35. Cg5 Лe8!
Размен проще ведет к цели, чем 35… h5.
36. Л:e8 Кр: e8 37. Лd2 Крd7 38. h5 gh 39. Крh3 Крc8 40. Крh4 Лf3 41. a4 Кb6 42. Кc3 Кc4 43. Лe2 К:b2.
Сбор урожая.
44. Кb5 К:a4 45. К:d4 cd 46. Лd2 d3 47. Кр: h5 Л:g3.
Белые сдались (0 : 1).

## Личная жизнь
Был дважды женат. Первый брак с Ренатой Донатовной Васюковой, второй — с Евгенией Николаевной Васюковой (Китаевой). Две дочери:
- Екатерина от первого брака — кандидат психологических наук, старший научный сотрудник факультета психологии МГУ, занимается исследованиями психологии мышления и творчества на примере шахматной игры[5].
- Елена от второго брака.

## Изменения рейтинга
| Графики недоступны из-за технических проблем. См. информацию на Фабрикаторе и на mediawiki.org. |

## Книги
- Михаил Чигорин, М.: ФиС, 1972. — 312 с. (в соавторстве с А. Ю. Наркевичем и А. С. Никитиным).